# 蒙托克 (密蘇里州)
蒙托克（英語：Montauk）是位於美國密蘇里州登特縣的非建制地區。

## 歷史
蒙托克的郵局於1851年設立，1857年關閉後又於1868年重啟，最終於1974年停運。

## 地理
蒙托克所處的海拔為高於海平面351米（即1152英呎），而該地所採用的時區為UTC-6，即北美中部時區（CST）。同時該地設有夏令時間，為UTC-6調快一小時，即UTC-5（CDT）。